# Locul fosilifer Gârbovu
Locul fosilifer Gârbovu este o arie protejată de interes național ce corespunde categoriei a IV-a IUCN (rezervație naturală de tip paleontologic), situată în județul Gorj, pe teritoriul administrativ al orașului Turceni.

## Localizare
Locul fosilifer Gârbovu se află în lunca dreaptă a Jiului, în partea nord-estică a satului Gârbovu, în imediata apropiere a drumului județean (DJ574) Turceni - Murgești - Gârbovu - Valea Viei și se întinde pe o suprafață de  1 ha.

## Descriere
Rezervația naturală declarată arie protejată prin Legea Nr.5 din 6 martie 2000 (privind aprobarea Planului de amenajare a teritoriului național - Secțiunea a III-a - zone protejate) reprezintă o arie naturală formată prin depuneri aluvionare pe unele brațe (bucle) părăsite ale râului Jiu, unde, în straturile de rocă sedimentară s-au descoperit importante depozite de faună fosilă atribuită Sarmațianului.